# Bawosaloo
Bawosaloo is een bestuurslaag in het regentschap Nias Barat van de provincie Noord-Sumatra, Indonesië. Bawosaloo telt 578 inwoners (volkstelling 2010).